# 教宗牧徽
從1198年開始，每一位教宗都拥有其个人的教宗牧徽以作为其教宗的标志。從1304年起，歷任代理教宗的總務樞機都拥有其个人的宗座出缺牧徽。教宗紋章、宗座出缺紋章與教宗牧徽、宗座出缺牧徽的不同是，教宗紋章、宗座出缺紋章永遠都是一樣；而教宗牧徽、宗座出缺牧徽會跟着不同的教宗而改變。
牧徽通常包含一頂三重冕，代表聖座在教會的立法權、司法權和行政權；兩把交叉的鑰匙，象徵教宗在天國與俗世的權柄；中央的盾徽則通常與該位教宗的家族或故鄉有關，如利奧十世和若望保祿一世。宗座出缺時的牧徽則通常會將三重冕改為華蓋。
首位有教宗牧徽是诺森三世（由诺森三世創立，1198 - 1216年在任），首位有宗座出缺牧徽的是加納‧拉義诺（1304年，博義八世至本笃十一世期間，由博義八世創立）。

宗座出缺期間所使用的宗座出缺牧徽（白色位置是那時的總務樞機徽）

大部分的教宗牧徽都包含三重冕的图案。教宗本笃十六世改变了纹章学上的习惯，用主教冠和披带将其代替，而教宗方濟各亦跟隨本篤十六世的決定。传统上教宗牧徽均有金银钥匙，以代表权力束缚和释放于地上（银色）和天上（金色）。宗座出缺牧徽是在宗座華蓋下置交叉的一金一銀兩把鑰匙加時任總務樞機（在無教宗時稱代理教宗）的總務樞機徽，當有新教宗時則改用新教宗的教宗牧徽而那位總務樞機則用回原本的總務樞機徽。其中鑰匙的意義由〈瑪竇福音〉第16章18－19句所賦予：
|  | 你是伯多祿（磐石），在這磐石上，我要建立我的教會，陰間的門決不能戰勝她。我要將天國的鑰匙交給你：凡你在地上所束縛的，在天上也要被束縛；凡你在地上所釋放的，在天上也要被釋放。 |

因此，在牧徽学中，钥匙象征着教宗权力作为基督之代表在地上的精神权威。

## 各教宗的牧徽（由新至舊排列）

方济各 （2013 - 2025）
本笃十六世 （2005 - 2013）
若望·保禄二世 （1978 - 2005）
若望·保禄一世 （1978）
保禄六世 （1963 - 1978）
若望二十三世 （1958 - 1963）
庇护十二世 （1939 - 1958）
庇护十一世 （1922 - 1939）
本笃十五世 （1914 - 1922）
庇护十世 （1903 - 1914）
利奧十三世 （1878 - 1903）
庇护九世 （1846 - 1878）
額我略十六世 （1831 - 1846）
庇护八世 （1829 - 1830）
利奧十二世 （1823 - 1829）
庇护七世 （1799 - 1823）
庇护六世 （1775 - 1799）
克勉十四世 （1769 - 1774）
克勉十三世 （1758 - 1769）
本笃十四世 （1740 - 1758）
克勉十二世 （1730 - 1740）
本笃十三世 （1724 - 1730）
諾森十三世 （1721 - 1724）
克勉十一世 （1700 - 1721）
諾森十二世 （1691 - 1700）
亞歷山大八世 （1689 - 1691）
諾森十一世 （1676 - 1689）
克勉十世 （1670 - 1676）
克勉九世 （1667 - 1669）
亞歷山大七世 （1655 - 1667）
諾森十世 （1644 - 1655）
乌尔班八世 （1623 - 1644）
額我略十五世 （1621 - 1623）
保禄五世 （1605 - 1621）
利奧十一世 （1605）
克勉八世 （1592 - 1605）
諾森九世 （1591）
額我略十四世 （1590 - 1591）
乌尔班七世 （1590）
西斯都五世 （1585 - 1590）
額我略十三世 （1572 - 1585）
庇护五世 （1566 - 1572）
庇护四世 （1559 - 1566）
保禄四世 （1555 - 1559）
才祿二世 （1555）
儒略三世 （1550 - 1555）
保禄三世 （1534 - 1549）
克勉七世 （1523 - 1534）
亚德六世 （1522 - 1523）
利奧十世 （1513 - 1521）
儒略二世 （1503 - 1513）
庇护三世 （1503）
亞歷山大六世 （1492 - 1503）
諾森八世 （1484 - 1492）
西斯都四世 （1471 - 1484）
保禄二世 （1464 - 1471）
庇护二世 （1458 - 1464）
卡利克斯特三世 （1455 - 1458）
尼各老五世 （1447 - 1455）
恩仁四世 （1431 - 1447）
馬蒂諾五世 （1417 - 1431）
額我略十二世 （1406 - 1415）
諾森七世 （1404 - 1406）
博義九世 （1389 - 1404）
乌尔班六世 （1378 - 1389）
額我略十一世 （1370 - 1378）
乌尔班五世 （1362 - 1370）
諾森六世 （1352 - 1362）
克勉六世 （1342 - 1352）
本笃十二世 （1334 - 1342）
若望二十二世 （1316 - 1334）
克勉五世 （1305 - 1314）
本笃十一世 （1303 - 1304）
博義八世 （1294 - 1303）
雷定五世 （1294）
尼各老四世 （1288 - 1292）
何諾四世 （1285 - 1287）
馬蒂諾四世 （1281 - 1285）
尼各老三世 （1277 - 1280）
若望二十一世 （1276 - 1277）
亚德五世 （1276）
諾森五世 （1276）
額我略十世 （1271 - 1276）
克勉四世 （1265 - 1268）
乌尔班四世 （1261 - 1264）
亞歷山大四世 （1254 - 1261）
諾森四世 （1243 - 1254）
雷定四世 （1241 - 1243）
額我略九世 （1227 - 1241）
何諾三世 （1216 - 1227）
諾森三世 （1198 - 1216）

## 和教宗有關的纹章及牧徽
| 紋章 | 描述                                                                 |
| ---- | -------------------------------------------------------------------- |
|      | 教宗紋章                                                             |
|      | 宗座从缺紋章，当无在任教宗时使用。由原教宗離任後至新教宗即位前使用。 |

| 牧徽 | 描述                                                      |
| ---- | --------------------------------------------------------- |
|      | 2013年，總務樞機塔尔奇西奥·贝尔托内在宗座出缺期間的牧徽。 |
|      | 2025年，總務樞機凱文·若瑟·法雷爾在宗座出缺期間的牧徽。    |